# عرعر كوماروفي
العرعر الكوماروفي نوع نباتي شجري من جنس العرعر يتبع الفصيلة السروية. ينتشر في الصين فقط